# Poecilia sarrafae
Poecilia sarrafae är en fiskart som beskrevs av Bragança och Costa 2011. Poecilia sarrafae ingår i släktet Poecilia och familjen Poeciliidae. Inga underarter finns listade i Catalogue of Life.